# Burg Nieder-Rosbach
Die Burg Nieder-Rosbach ist eine denkmalgeschützte Wasserburg am Ufer des Rosbachs im Stadtteil Nieder-Rosbach der Stadt Rosbach vor der Höhe im Wetteraukreis in Hessen. In unmittelbarer Nähe befindet sich die nach der Anlage benannte Burgkirche.

## Geschichte
Die Ursprünge der Burg gehen auf das 13. Jahrhundert zurück, als sie der Sitz der Herren von Carben war. 1356 ist das Jahr der ersten Erwähnung der Burg – als Lehen von den Grafen von Hanau. Im Jahr 1367 wurde das Feste Haus an die von Kolnhausen übergeben, von denen es als hanauisches Lehen an die Löw von Steinfurth kam. 1412 mussten diese dem Grafen von Hanau das Öffnungsrecht einräumen. Von 1503 bis 1816 war die Burg im Besitz der Herren von Greiffenclau zu Vollrads, die sie in den Jahren 1696–1699 zum Herrenhaus umbauten. Nach mehrfachen Eigentümerwechseln erwarb 1913 erwarb die Gemeinde das Gebäude samt Grundstück, nachdem es mehrfache Besitzerwechsel über sich ergehen lassen musste. Das Anwesen diente zunächst Wohnzwecken, ehe es, umfangreich renoviert, Verwaltungsdienststellen aufnahm.

## Beschreibung
Das Herrenhaus ist zweigeschossig auf einem hochliegenden Sockel errichtet. Der Sockel und das erste Geschoss sind in Massivbauweise gebaut, das zweite Geschoss in Fachwerkbauweise. Der Wassergraben um das Gebäude ist an dessen Südost-Ecke teilweise wiederhergestellt. Der Graben wird von einer dreibogigen Brücke aus Bruchstein überquert, die zum Haupteingang des Hauses führt.

## Heutige Nutzung
Das Gebäude, das im Eigentum der Stadt Rosbach v. d. H. steht, ist nach einer umfassenden Sanierung im Jahr 2011 auf der Rückseite mit modernen Aufzuganlagen ausgestattet. Seit der Sanierung wird es als öffentliche Begegnungsstätte genutzt.

## Sonstiges
Vor der Wasserburg ist ein weiter Platz angelegt, der auch als Festplatz für das jährlich stattfindende Burgfest genutzt wird. Er stellt auch die Sichtachse Burg—Kirche her. An dem Platz liegt auch das Gebäude der früheren Nieder-Rosbacher Grundschule, das nach der Schulschließung als Dorfgemeinschaftshaus genutzt wurde und heute privat bewohnt wird. Ursprünglich war dieses Gebäude der Wirtschaftshof der Wasserburg.

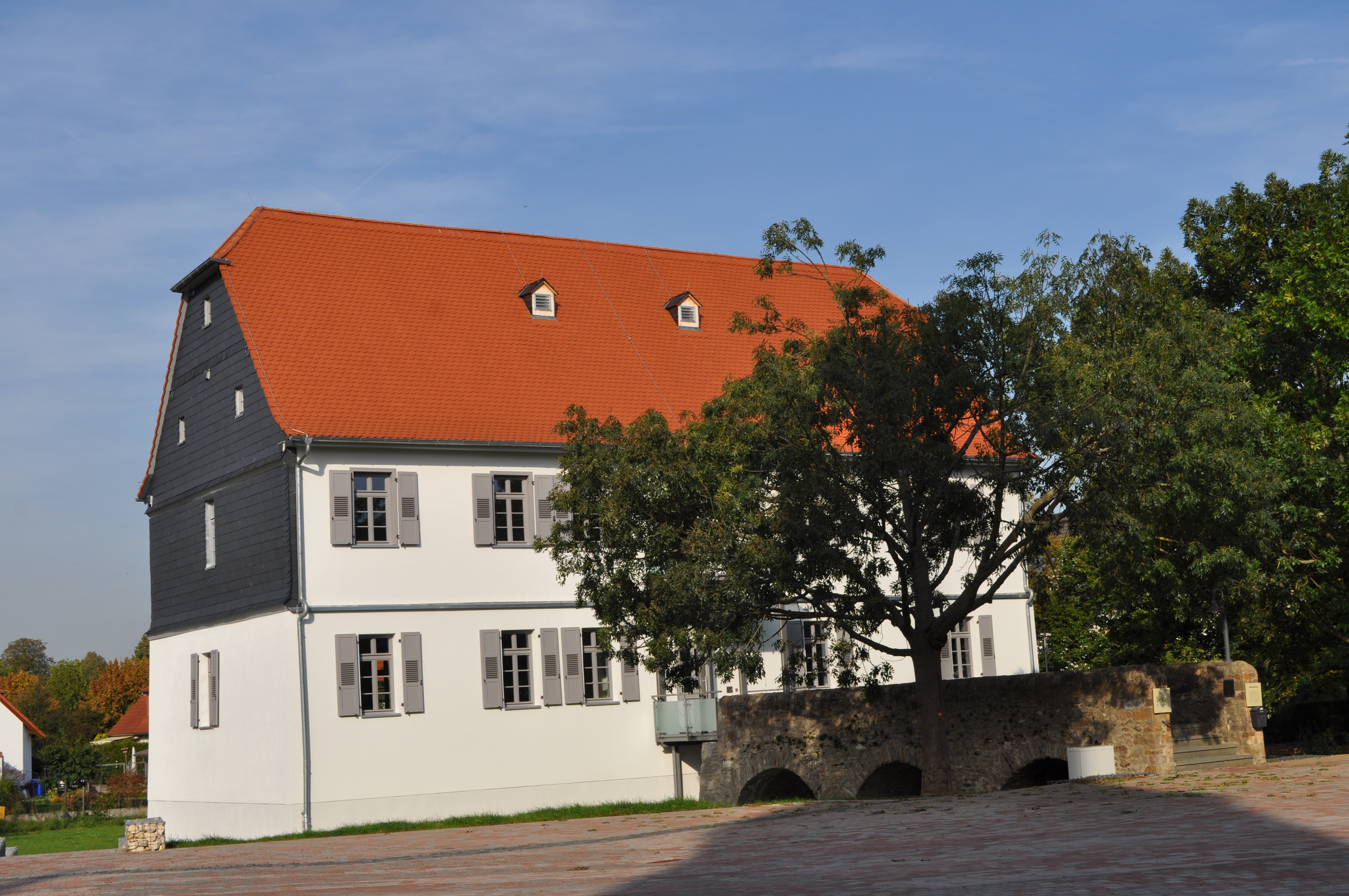
Burg Nieder-Rosbach, Ansicht vom Vorplatz aus
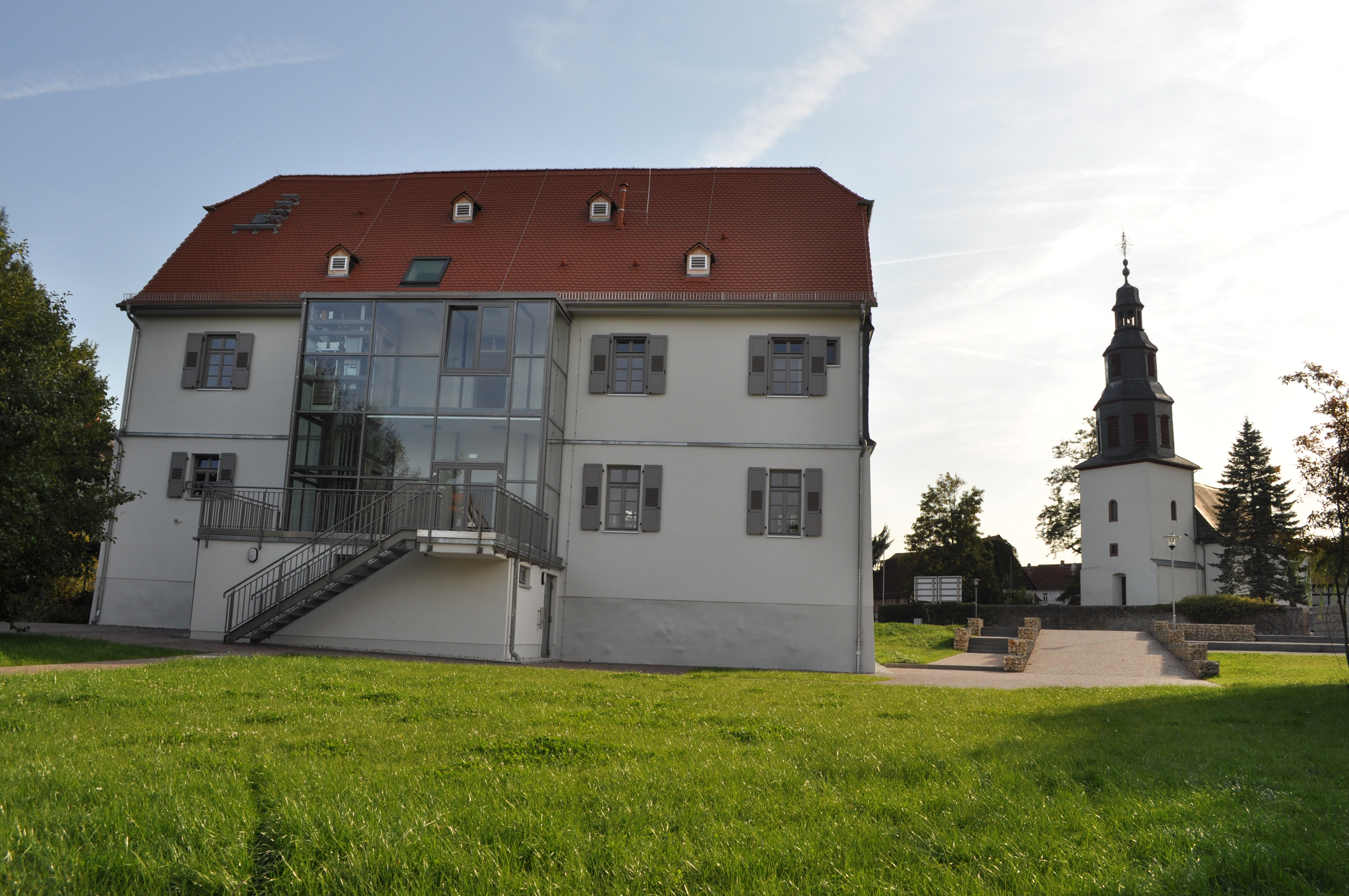
Rückseite der Wasserburg mit Aufzug; rechts daneben die Kirche
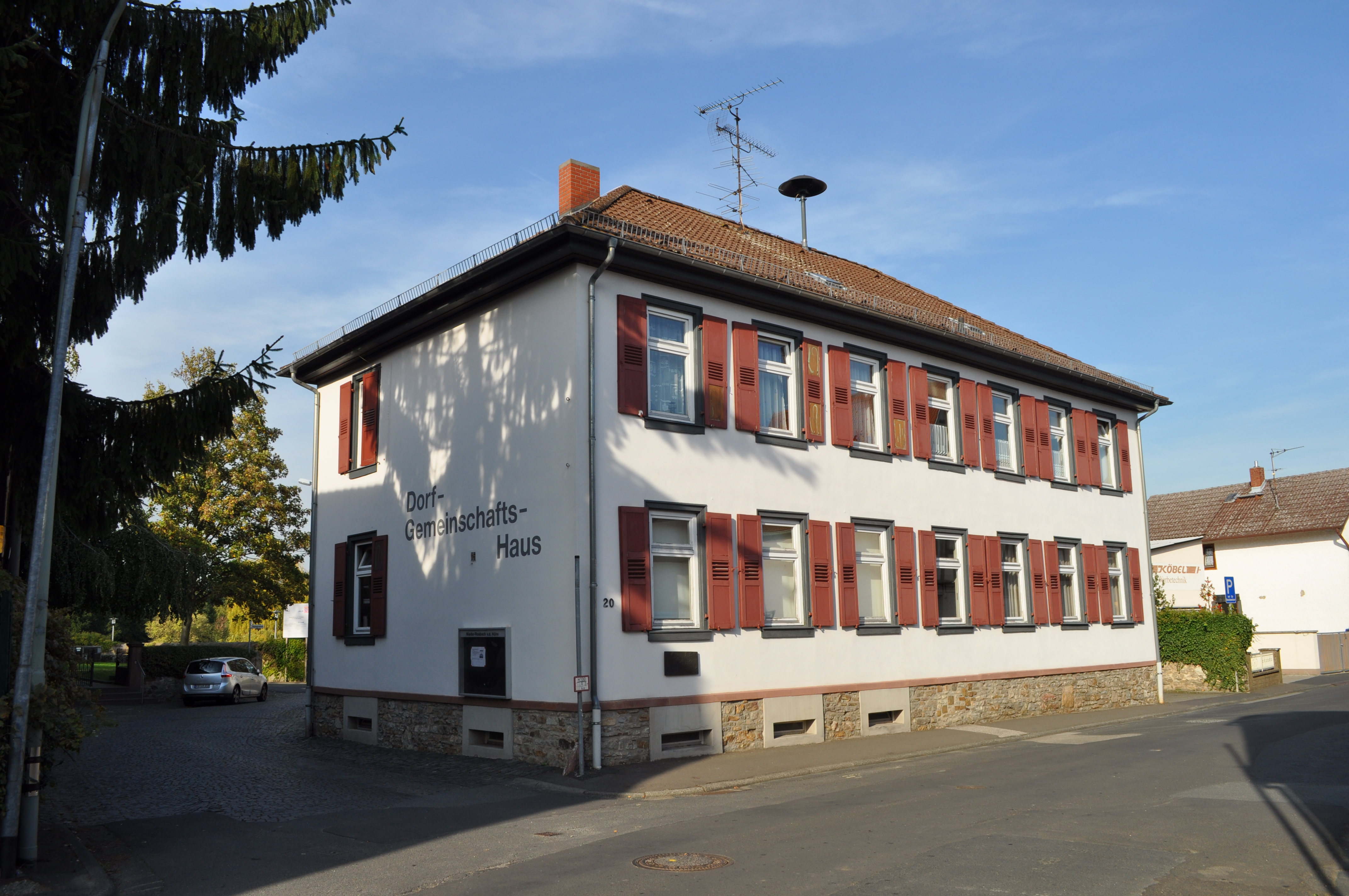
Ehemalige Grundschule